# Epoccipitale

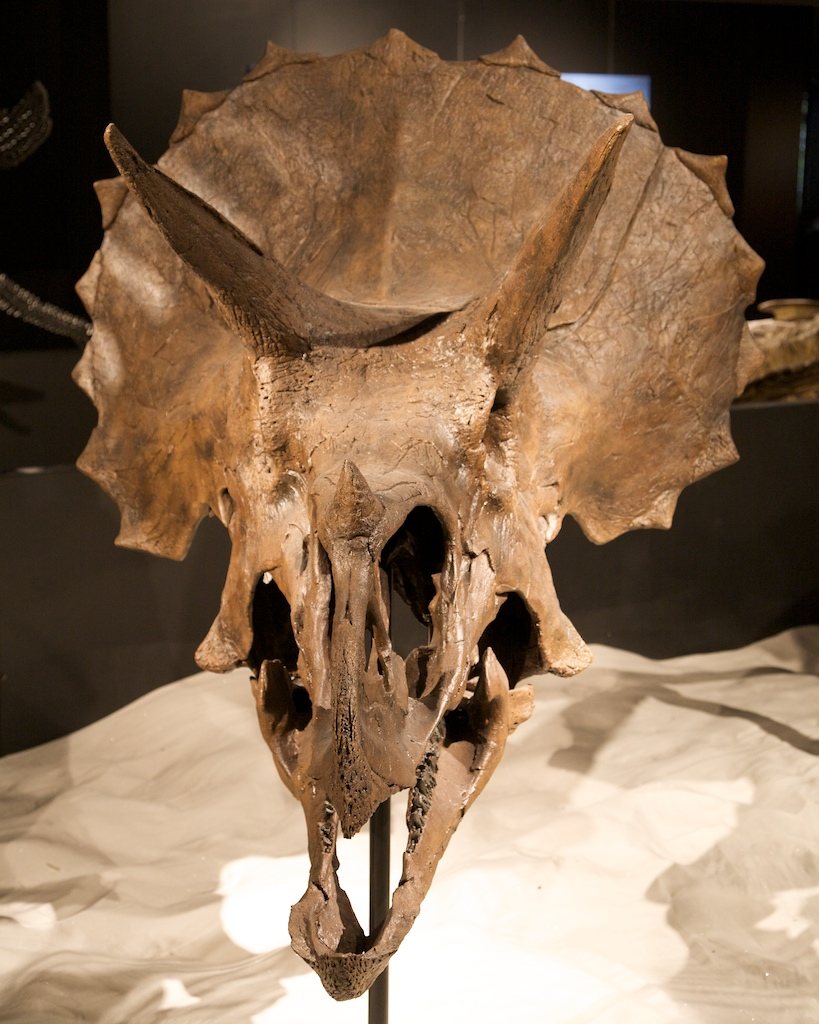
Triceratops-Schädel in Frontalansicht. Der den Nackenschild säumende Kranz aus Epoccipitalia ist deutlich zu erkennen.

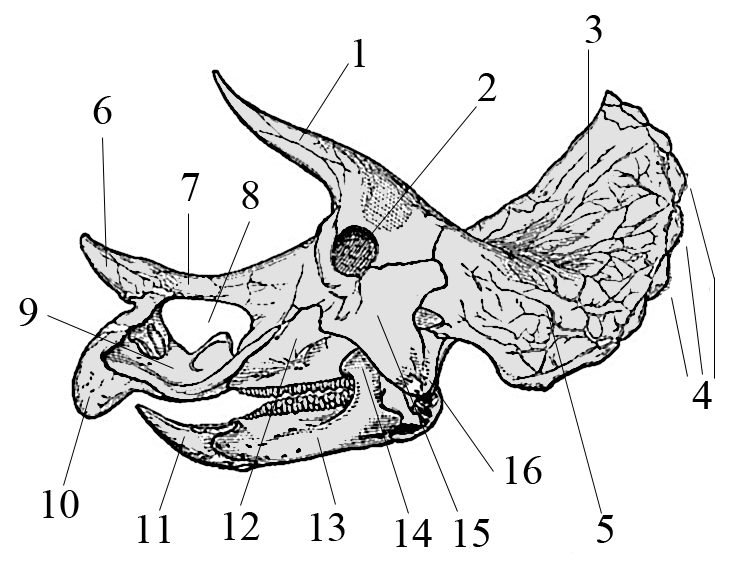
Epoccipitalia (markiert mit Nummer 4) in einem Triceratops prorsus-Schädel

Die Epoccipitalia sind Knochen, die sich im Nackenschild von Dinosauriern aus der Gruppe der Ceratopsidae finden. Diese Knochen säumen den Schildrand und sind für dessen wellenförmiges Erscheinungsbild verantwortlich. Der Name Epoccipitale ist irreführend, da diese Knochen nicht mit dem Occipitale des Hirnschädels in Verbindung stehen. Stattdessen sitzen sie auf den schildbildenden Knochen des Schädeldachs auf, dem Schuppen- und dem Scheitelbein. In der jüngeren Fachliteratur werden deshalb häufig alternativ, je nach Lage am Nackenschild, die Begriffe Epiparietalia (am Scheitelbein) bzw. Episquamosalia (am Schuppenbein) verwendet. Epoccipitalia waren vermutlich bei allen Ceratopsiden vorhanden, mit Zuniceratops als mögliche Ausnahme. Der Begriff Epoccipitale (gr. έπί (epi) für „bei“, „zu“ und lat. occipitium für „Hinterhaupt“, „Hinterkopf“) wurde 1889 von dem berühmten Paläontologen Othniel Charles Marsh geprägt.
Epoccipitalia beginnen als separate, durch desmale Ossifikation gebildete Knochen, verschmelzen bei adulten Tieren jedoch mit dem Schuppen- bzw. dem Scheitelbein. Diese Knochen sind bei verschiedenen Arten der Ceratopsidae sehr variabel. Bei Ceratopsiden mit kurzem Schild (Chasmosaurinae) waren die Epoccipitalia generell eher dreieckig mit breiter Basis – ein bekanntes Beispiel ist der sägezahnförmige Schildrand des Triceratops. Bei Vertretern mit langem Schild (Centrosaurinae) dagegen waren sie elliptisch mit schmalerer Basis. Insbesondere bei Centrosaurinen wie Centrosaurus, Pachyrhinosaurus und Styracosaurus waren diese Knochen lang und stachel- oder hakenförmig, je nach Art variieren sie in Anzahl, Form und Ausrichtung. Damit zählen Epoccipitalia zu den wichtigsten diagnostischen Merkmalen (Unterscheidungsmerkmalen) innerhalb der Ceratopsidae.
Die Funktion dieser Knochen war vermutlich eine visuelle – sie dienten wahrscheinlich der Zurschaustellung oder zur Arterkennung.